# Coccinia grandiflora
Coccinia grandiflora är en gurkväxtart som beskrevs av Célestin Alfred Cogniaux och Adolf Engler. Coccinia grandiflora ingår i släktet Coccinia, och familjen gurkväxter. Inga underarter finns listade i Catalogue of Life.